# Taubenturm (Verdeney)

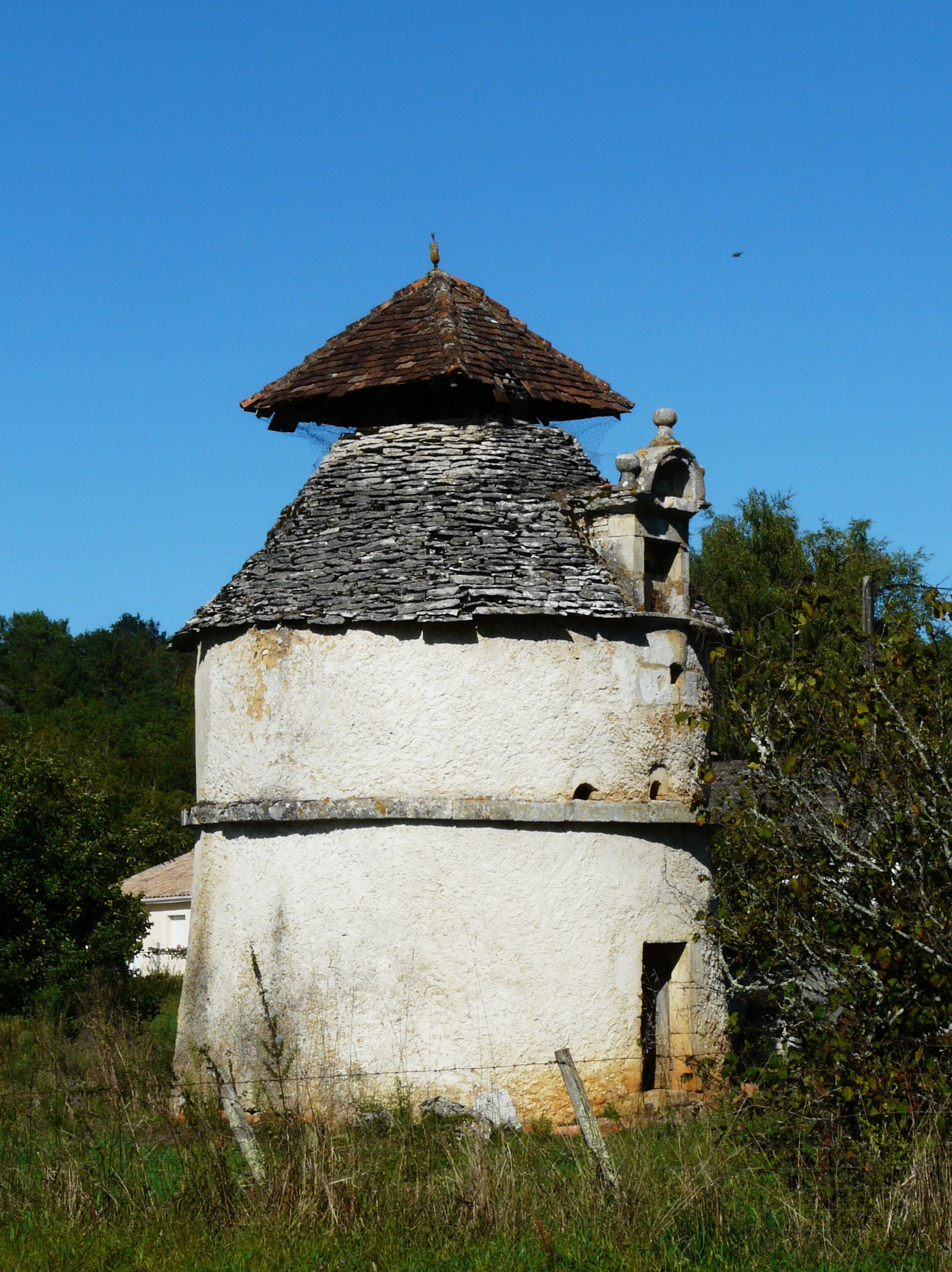
Taubenturm in Verdeney

Der Taubenturm (französisch colombier oder pigeonnier) im Weiler Verdeney der französischen Gemeinde Coulaures im Département Dordogne in der Region Nouvelle-Aquitaine wurde im 16. oder 17. Jahrhundert errichtet. Der Taubenturm nördlich des Weilers hat einen Durchmesser von 5,35 bis 5,40 Metern.
Der runde Turm mit einer südlichen Tür wird von einem Dach mit Steinplatten gedeckt, über dem sich eine pyramidenförmige Laterne erhebt, die mit flachen Ziegeln abgeschlossen ist. Das Bruchsteinmauerwerk ist außen und innen verputzt. Nur die Tür ist mit Haustein eingefasst. Der Boden ist mit Steinplatten belegt. Die Taubennester an der Innenwand sind aus Holz. Der Raum wird von einem Gewölbe abgeschlossen, über dem sich die hölzerne Konstruktion der zwei Dächer befindet.